# Australian Bureau of Statistics

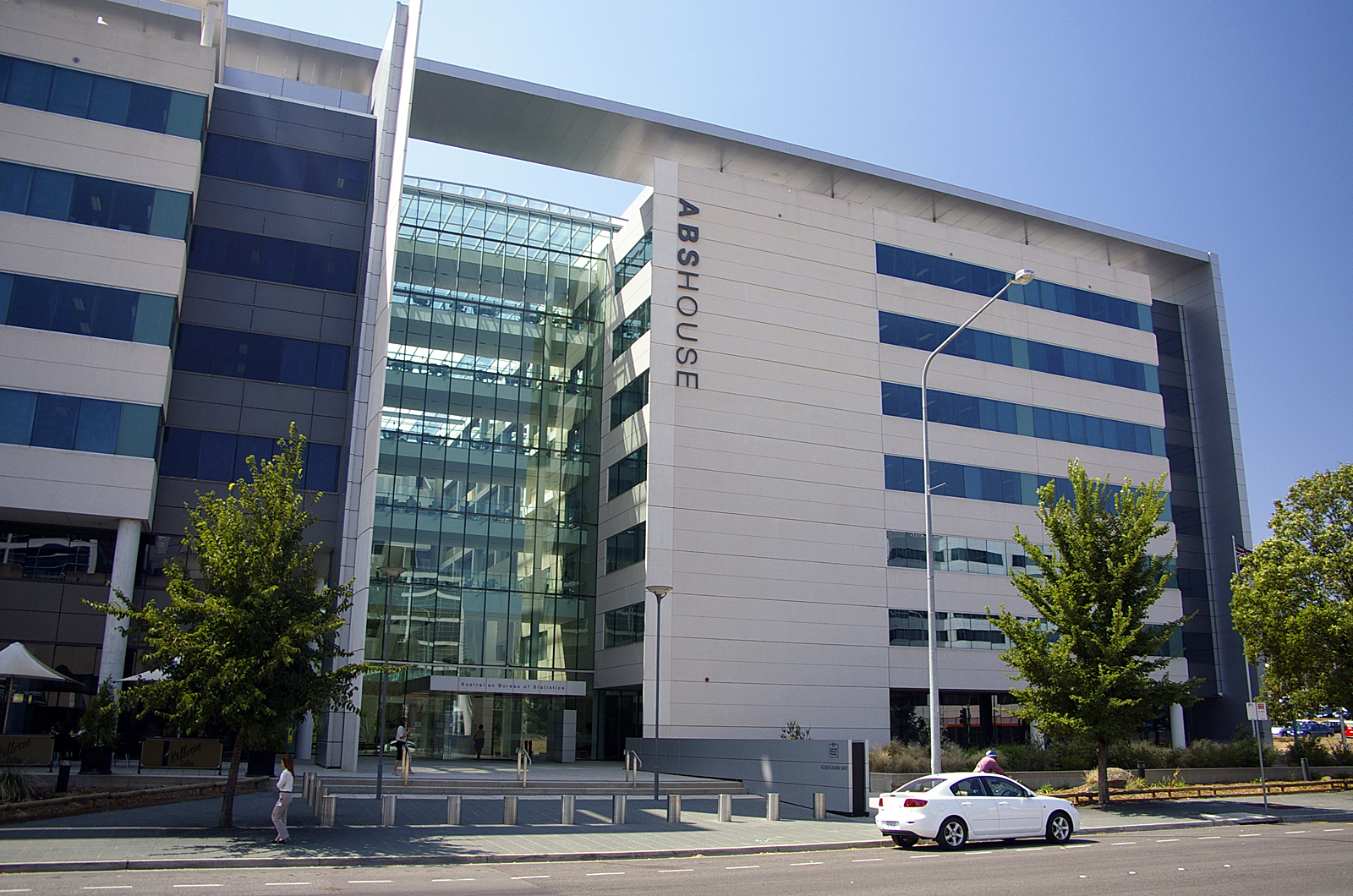
Der ABS-Hauptsitz in Belconnen, Canberra

Das Australian Bureau of Statistics (ABS) ist das australische Amt für Statistik. Es wurde am 8. Dezember 1905 als Commonwealth Bureau of Census and Statistics  (CBCS) gegründet. Das Amt mit Sitz in Canberra hat 2.824 Mitarbeiter.
Im Jahr 1974 erfolgte eine Umbenennung in den heutigen Namen. 

## Volkszählung
Die Behörde führt alle fünf Jahre eine Volkszählung (Australien Census of Population and Housing) durch. Die Ergebnisse der letzten Zählung, die im Jahr 2016 stattfand, wurden am 27. Juni 2017 veröffentlicht.

## Weitere Erhebungen
Neben der Bevölkerungsentwicklung liefert das ABS auch viele andere Statistiken. Einige der wichtigsten Kennzahlen aus dem privaten und öffentlichen Bereich werden als nationale Indikatoren (Key National Indicators) veröffentlicht, darunter:
- Bruttoinlandsprodukt
- Verbrauch und Investitionen
- Produktion
- Preisentwicklung
- Arbeitsmarkt und Demographie
- Einkommen
- Immobilien